# Germano (general sob Focas)

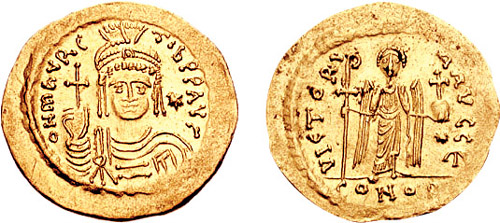
Soldo de ouro do imperador Maurício r.

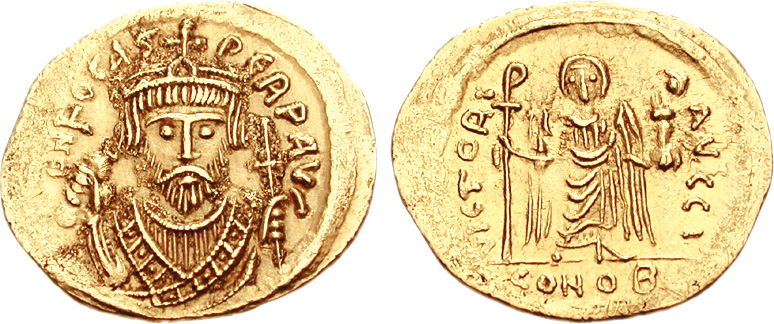
Soldo de ouro do imperador Focas r.

Germano (em grego: Γερμανός; m. 604) foi um general bizantino que serviu sob o imperador Focas (602-610) nos primeiros estágios da guerra bizantino-sassânida de 602-628.

## Biografia
Germano é possivelmente o mesmo duque de Fenice, no Epiro, que foi escolhido pelo exército para liderar o motim em Monocarto na Páscoa de 588, no local de Prisco. Embora Germano tenha restaurado a disciplina e liderou o exército a uma vitória contra os persas, e foi julgado e considerado culpado por um tribunal. Sentenciado à morte, foi rapidamente perdoado e e recebeu prêmios do imperador Maurício (r. 582–602).
Em 602, pouco antes da eclosão da revolta contra Maurício que levou Focas ao poder, Germano tinha sido colocado no comando da estrategicamente importante fortaleza de Dara na Mesopotâmia. No começo de 603, recebeu Lílio, o emissário que Focas tinha enviado para anunciar sua ascensão ao xá sassânida Cosroes II (r. 590–628). Neste momento, Germano teria sido repetidamente atacado e ferido por um de seus soldados, mas logo se recuperou.
Em final de 603, Narses, o comandante-em-chefe dos exércitos bizantinos orientais, rebelou-se contra Focas. Falhou em assegurar o apoio da maior parte do exército, e foi ordenado a Germano que o sitiasse em Edessa. Narses, contudo, tinha fugido e obtido o apoio de Cosroes II, que estava ansioso para adquirir seus territórios perdidos e vingar a morte de Maurício, que o ajudou a retomar seu trono em 591. Portanto, Cosroes enviou um exército persa na Mesopotâmia. Germano encontrou os persas em batalha próximo da cidade de Constantina, mas foi derrotado e gravemente ferido, morrendo poucos dias após em Constantina.